# Лошак, Марина Дэвовна
Мари́на Дэвовна Лоша́к (урождённая Боскис; род. 22 ноября 1955, Одесса, Украинская ССР, СССР) — советский и российский куратор, галерист, арт-менеджер, коллекционер, музейный работник. Директор Государственного музея изобразительных искусств им. А. С. Пушкина (2013—2023).
Одна из ведущих кураторов русского авангарда. Сооснователь, совладелец (с Марией Салиной) и арт-директор галереи «Проун» на «Винзаводе» (с 2007). Арт-директор московского музейно-выставочного объединения «Манеж» (2012—2013). Куратор музея «Полторы комнаты» Иосифа Бродского, сооснователь фонда поддержки и развития современного коллекционирования «Новые коллекционеры».
Коллекционер наивного искусства и головных уборов.

## Биография

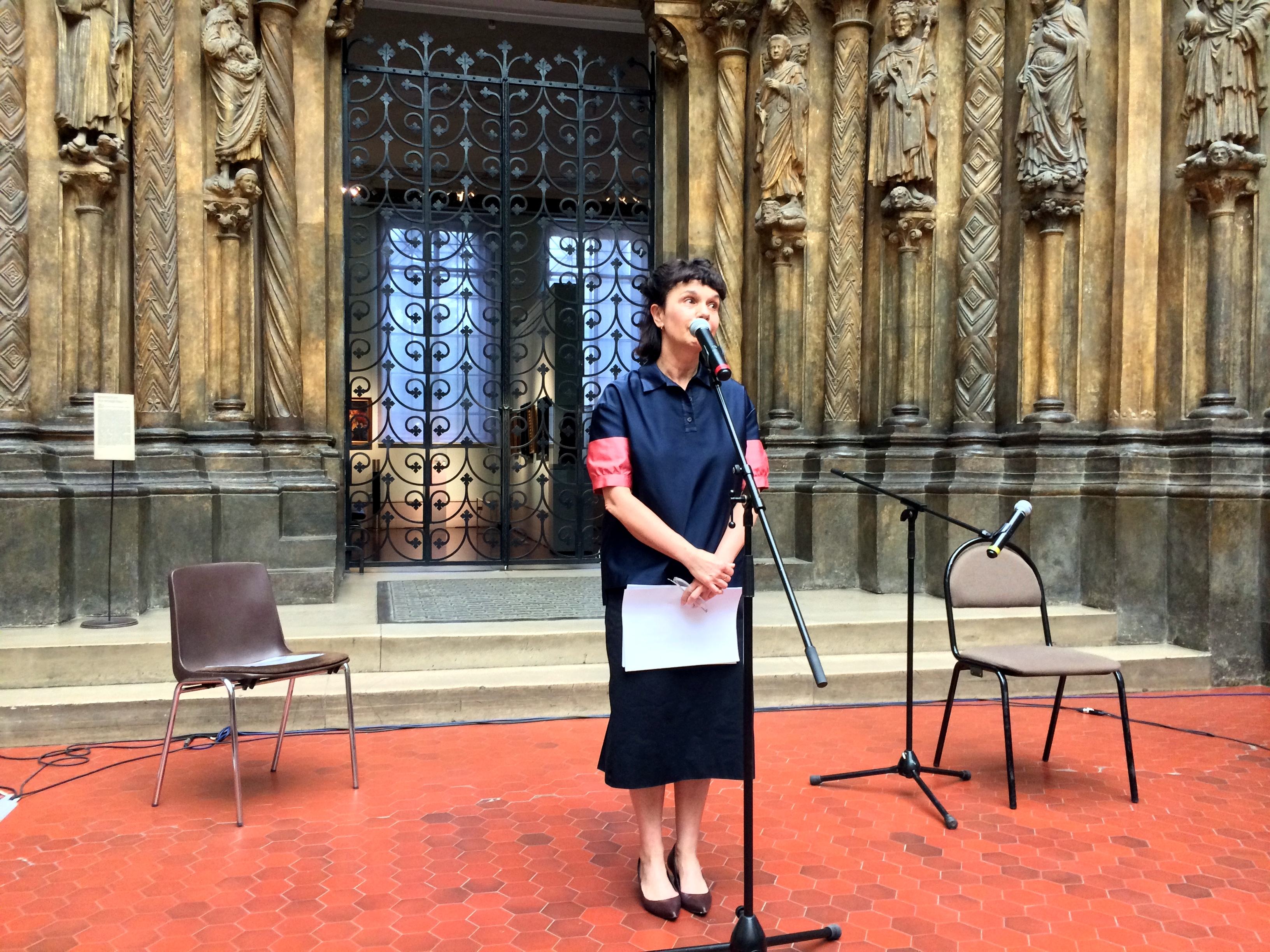
На встрече
в ГМИИ им. А. С. Пушкина, 2018 год

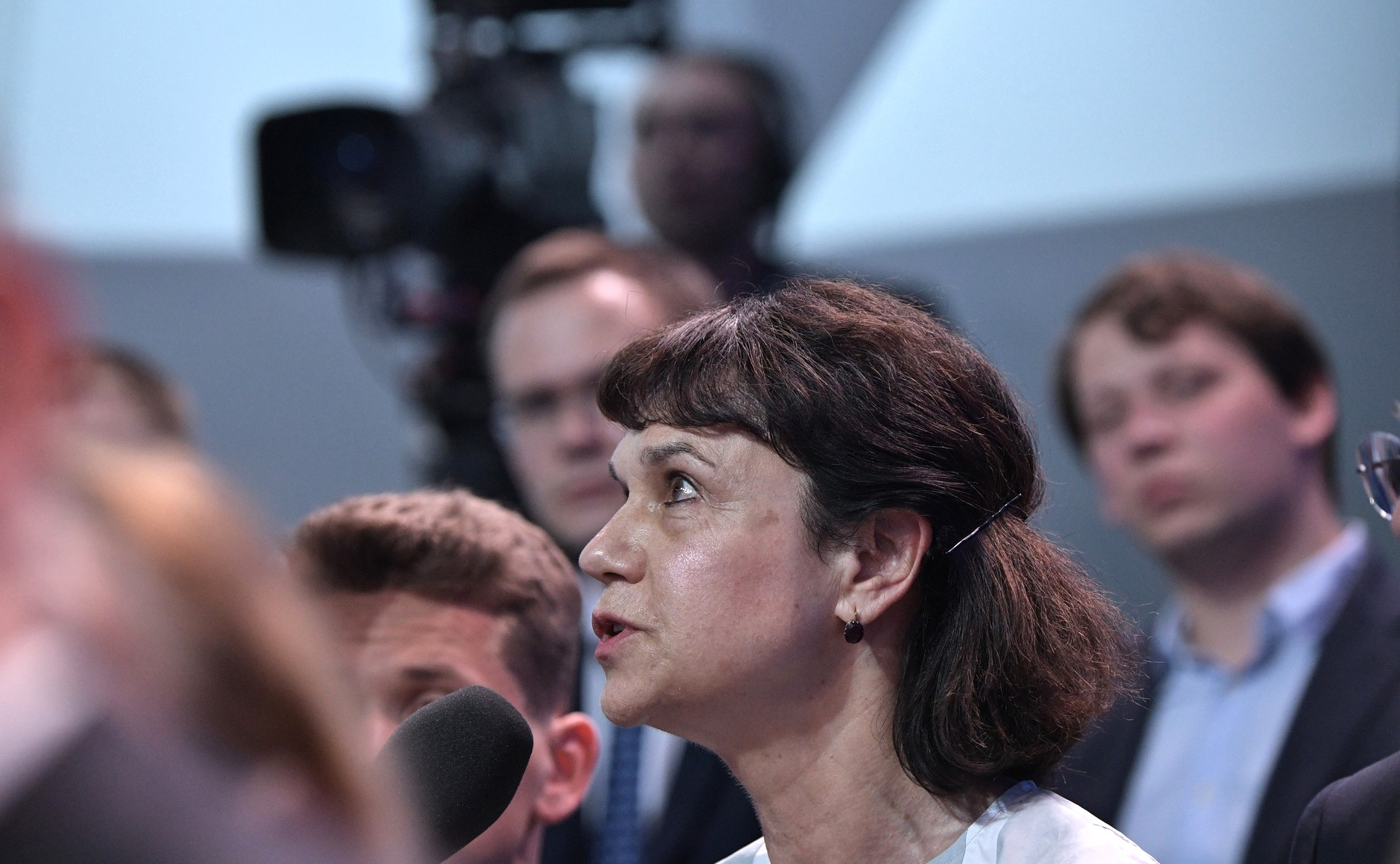
Во время Прямой линии с Владимиром Путиным, 20 июня 2019 года

Родилась 22 ноября 1955 года в Одессе. Окончила Одесский государственный университет имени И. И. Мечникова по специальности «Классическая филология».
Работала в Одесском государственном литературном музее, после переезда в 1986 году в Москву около года работала в Государственном музее В. В. Маяковского.
В 1991 году стала соосновательницей (вместе с Еленой Языковой и Любовью Шакс) галереи «Роза Азора». В 1998 году возглавила PR-службу банка «СБС-Агро», затем была там же «атташе по культуре» и, наконец, в 1999—2003 годах стала директором «Московского центра искусств» (МЦИ) на Неглинной, в то время принадлежавшего банку «СБС-Агро». В МЦИ организовала несколько выставок русского авангарда. Совладелец бутика винтажной одежды Brocade на Патриарших прудах. В 2005—2006 годах работала директором Tatintsian Gallery, основанной нью-йоркским галеристом Гари Татинцяном.
В 2007 году вместе с Марией Салиной открыла на «Винзаводе» собственную галерею «Проун», в которой стала арт-директором.
3 июля 2012 года после многомесячных консультаций с министром Правительства Москвы, руководителем Департамента культуры Москвы Сергеем Капковым специально для Марины Лошак была создана новая должность арт-директора музейно-выставочного объединения «Столица» (с сентября 2012 года — музейно-выставочное объединение «Манеж»), в состав которого входят ЦВЗ «Манеж», МГВЗ «Новый Манеж», МВЦ «Рабочий и колхозница», ВЗ «Домик Чехова», Музей-мастерская Народного художника СССР Д. А. Налбандяна и Музей Вадима Сидура.
Член экспертного совета премии Кандинского.
1 июля 2013 года министром культуры РФ Владимиром Мединским назначена директором Государственного музея изобразительных искусств имени А. С. Пушкина (ГМИИ имени А. С. Пушкина) с согласия предыдущего директора Ирины Антоновой, ставшей президентом музея. 20 марта 2023 года написала заявление об увольнении с формулировкой «по собственному желанию». Контракт Марины Лошак истёк 2 апреля 2023 года.
Коллекционер наивного искусства и головных уборов.

## Семья
Отец  — Дэви Абрамович Боскис (названный в честь героя рассказа Джеймса Олдриджа "Последний дюйм"), был директором завода лабораторных приборов.
Муж — Виктор Григорьевич Лошак (род. 1952), российский журналист, редактор.
- Дочь — Анна Викторовна Монгайт (урождённая Лошак, род. 1978), российская журналистка и телеведущая.
  - Внуки — Матвей Сергеевич Монгайт (род. 2008), Демьян Сергеевич Монгайт (род. 2016).

## Награды
- Командор ордена Звезды Италии (2015, Италия)[8]
- Кавалер ордена Почетного легиона (2019, Франция)
- Орден Восходящего солнца 3 класса (2019, Япония)[9]
- Медаль ордена «За заслуги перед Отечеством» II степени (11 июля 2021) — за большой вклад в развитие отечественной культуры и искусства, многолетнюю плодотворную деятельность[10]

## Кураторские проекты
- 2012 — Даёшь! Советский плакат 1920-х гг. из фондов Государственного музея В. В. Маяковского (Галерея «Проун»)
- 2011 — День печати (Галерея «Проун»)
- 2011 — Коричневая пуговка, или Шпиономания (Галерея «Проун»)
- 2010 — Павел Кузнецов: путешествие в Азию (Галерея «Проун»)
- 2010 — Индпошив. Французские и русские ткани 1920—1950-х гг. Делоне, Дюфи, Вальмье, Зданевич, Гончарова, Степанова, Родченко, Суетин, Розанова, Малевич (Галерея «Проун»)
- 2010 — Сидеть! Деревянные стулья конца XIX — начала XX вв. (Галерея «Проун»)
- 2009 — Похвала плахте. Ермилов, Меллер, Косарев, Синякова, Примаченко, Нарбут, Бурлюк, Бойчук, Кричевский, Собачко-Шостак, Маценко (Галерея «Проун»)
- 2009 — Потерянный рай. Пиросмани, Волкова, Пурыгин, Зазнобин, Леонов, Кабаков, Новиков, Топольский (Галерея «Проун»)
- 2009 — Рукоделие. Вышивка в истории русского искусства XX века (Галерея «Проун»)
- 2009 — Панас Ярмоленко. Сельский портрет 1920—1940-х (Галерея «Проун»)
- 2009 — Салазки (Галерея «Проун»)
- 2008 — Нико Пиросмани. Семейный кутеж (Галерея «Проун»)
- 2008 — Рядом. Украинское рядно, графика авангарда и работы Александра Константинова (Галерея «Проун»)
- 2008 — Интим предлагать! Графика Жюля Паскина 1900—1920 и французская эротическая фотография 1850—1870-х (Галерея «Проун»)
- 2007 — Киносеанс. Киноплакаты 1920—1930-х (Галерея «Проун»)
- 2007 — Вход-выход. Крестьянские двери из северных регионов России (Галерея «Проун»)
- 2007 — Крестьяне. Постсупрематический эпос (Галерея «Проун»)
- 2005 — Северный изобразительный стиль (Tatintsian Gallery)

### Публикации Марины Лошак

#### Интервью
- Мода на старые вещи — это способ уйти в иной творческий мир: интервью с Мариной Лошак // Клуб «Шкура». — 17 апреля 2006 года. Архивировано 20 апреля 2006 года.
- Гудкова Вероника. Головной убор — это самоидентификация // Независимая газета. — 13 апреля 2007 года.
- «Я просто хочу расширить орган зрения». Марина Лошак — о своей новой галерее // Коммерсантъ Weekend. — 18 мая 2007 года. — № 38 (14).
- Марина Лошак о наивном искусстве // Культура. — 7 февраля 2008 года.
- Марина Лошак в программе Романа Трахтенберга и Елены Батиновой «Валенки-шоу» (недоступная ссылка — история) // Маяк. — 26 августа 2008 года.
- Марина Лошак о выставке Ладо Гудиашвили // Культура. — 17 ноября 2009 года.
- Кравцова Мария. Куратор Марина Лошак станет арт-директором «Нового Манежа» и выставочного зала «Рабочий и колхозница» // Артгид. — 29 марта 2012 года. Архивировано 9 июля 2012 года.
- «Арт-менеджер — это человек, который организует рынок» // RMA. — 24 апреля 2012 года.
- Изюмова Юлия. «Все мы мечтаем о серьёзных коллекциях, они ничуть не менее важны, чем серьёзные музеи» // РБК daily. — 22 мая 2012 года.
- По Алиса. Марина Лошак: «Западным архитекторам пока не удаётся работать на нашей территории» // The Village. — 9 апреля 2014 года.

### О Марине Лошак
- Открытие «Tatintsian Gallery Inc» в Москве // GiF.RU. — 25 января 2005 года.
- Толстой Андрей. «We can do it!» Новый выставочный проект на Ильинке // Новая Юность. — 2005. — № 1 (70).
- Назаревская Надежда. «Северный стиль» от Марины Лошак // Культура. — 3 февраля 2005 года.
- Щербина Вера. Картины с бриллиантами и без // artToday. — 16 февраля 2005 года.
- Чинарова Екатерина. Факультет ненужных вещей // Бизнес-журнал. — 15 марта 2005 года. — № 5.
- Хачатуров Сергей. Граблями грабь награбленное. Галерея «Проун» открылась эпосом школы Малевича // Время новостей. — 24 мая 2007 года. — № 88.
- Орлова Милена. Нью-Йорк заявился в Москве // Коммерсантъ. — 28 января 2011 года.
- В Москве открывается выставка «Движение по спирали» // Культура. — 13 декабря 2011 года.
- Марина Лошак станет арт-директором «Нового Манежа» и «Рабочего и колхозницы» // Ваш досуг. — 29 марта 2012 года.
- Ганиянц Мария. Марина Лошак может возглавить «Новый Манеж» и «Рабочего и колхозницу» // РИА Новости. — 30 марта 2012 года.
- Директором «Нового Манежа» и «Рабочего и колхозницы» может стать Марина Лошак // Артхроника. — 30 марта 2012 года.
- Куратор Марина Лошак может возглавить «Новый Манеж» и «Рабочего и колхозницу» // Газета.Ru. — 30 марта 2012 года.
- «Новый Манеж» возглавит Марина Лошак // OpenSpace.ru. — 30 марта 2012 года.
- Алексинская Марина. Выставки галеристки Лошак // Завтра. — 3 апреля 2012 года.
- Ирина Толпина назначена генеральным директором Музейно-выставочного объединения «Столица». Арт-директором станет Марина Лошак (недоступная ссылка — история) // Департамент культуры города Москвы. — 3 июля 2012 года.
- Арт-директор галереи «Проун» нашла работу в «Столице» // Lenta.ru. — 4 июля 2012 года.
- Марина Лошак станет арт-директором музейно-выставочного объединения «Столица» // Искусство ТВ. — 5 июля 2012 года. Архивировано 10 июля 2012 года.